# Sagra (empresa)
La Sagra es una cerveza artesanal elaborada en Numancia de la Sagra, en la provincia de Toledo, en España.
La cerveza toma nombre de la comarca de La Sagra, que es la histórica comarca manchega donde es embotellada.
El logo de la marca está inspirado en la bacía de Don Quijote de la Mancha y en los molinos de viento de La Mancha. Se lanzó por primera vez al mercado en el año 2011. La empresa embotelladora de cerveza a través de la propia marca Sagra, dirigida al canal de la restauración, bajo la marca Burro de Sancho, dirigida a la venta en supermercados y grandes superficies.
Determinada por ser cerveza de fabricación artesanal y de sabor manchego, sus ingredientes son producidos en la comunidad de Castilla-La Mancha. Pese a que se caracteriza por su elaboración tradicional, la marca es la cerveza artesanal española con mayor producción.

## Historia

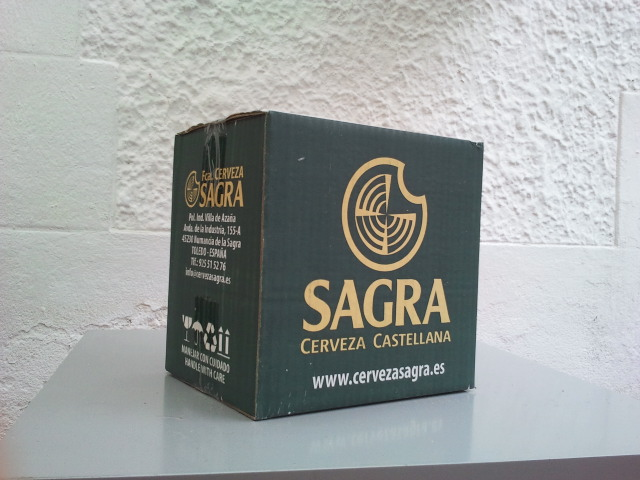
Caja de Cerveza La Sagra.

La cerveza "La Sagra" contó con una inversión de un millón de euros, con expectativas de venta de más de 400.000 botellas durante el primer año de ventas. Salió por primera vez al mercado durante marzo de 2011, llegando en su primer mes de vida a más de 100 establecimientos de Castilla-La Mancha y la Comunidad de Madrid, bajo las variedades Premium y Pilsner.
Más tarde lanzó una nueva marca -Burro de Sancho- dirigida a su venta en supermercados, como contraposición a La Sagra, orientada a su comercialización en el sector de la restauración. Salido a la venta en junio de 2011, comercializándose en centros comerciales de la marca Eroski. Burro de Sancho, nombre con clara referencia a Sancho Panza, personaje de "Don Quijote de la Mancha", comercializada en tres variedades: Rubia, Roja y Negra.
En octubre de 2011 se lanzó un nuevo producto al mercado: "La Sagra Bohío", una cerveza con una graduación alcohólica de 10º. La cerveza fue apadrinada por Pepe Rodríguez Rey, jefe de cocina del Restaurante El Bohío y actual Premio Nacional de Gastronomía en España.
Para celebrar su primer aniversario, se hace otro lanzamiento: "La Sagra Roja", cuyo nombre responde a la tonalidad rojiza de esta cerveza. La "Sagra Roja" aprovechó su nacimiento para respaldar la andadura de la Selección de Fútbol de España (La Roja) en la Eurocopa 2012.

## Productos
La Sagra comercializa los siguientes productos:
- La Sagra Premium.[3]
- La Sagra Blanca de Trigo.
- La Sagra Roja.[15]
- La Sagra IPA.
- La Sagra Bohío.[13]
- La Sagra Suxinsu.
- La Sagra Piel de Limón y Cardamomo (Summer Ale).
- La Sagra Calabaza y Canela (Pumpkin Ale).
- La Sagra Frambuesa Ácida.
- Mermelada La Sagra Bohío.
- Mermelada La Sagra Suxinsu.
- Burro de Sancho Rubia.[10]
- Burro de Sancho Roja.[10]
- Burro de Sancho Negra.[10]
- Cerveza Castellana.
- Cerveza Castellana Ahumada.
- Madrí.
- Senador Volstead Etiqueta Negra.
- Senador Volstead Etiqueta Blanca.